# Else Jahn (Entomologin)
Else Jahn (* 28. August 1913 in Klagenfurt; † 9. August 2008 in Obervellach) war eine österreichische Forstentomologin und Hochschullehrerin.

## Leben
Sie wurde in Klagenfurt als Tochter von Oberbaurat Franz Jahn and Elsa Suppersberg geboren und wuchs auf dem Gut ihrer Eltern in Pattendorf auf. Sie besuchte in Salzburg das Mädchenrealgymnasium, wo sie 1933 maturierte. An der Universität Wien belegte sie ab 1933 das Fach Biologie. 1938 absolvierte sie die Lehramtsprüfung für Naturgeschichte (Hauptfach) und Physik (Nebenfach) und unterrichtete bis 1940 an Mittelschulen. Daneben promovierte sie 1939 mit der Arbeit Anatomische und tiergeographische Untersuchungen an der Coleopterengattung Otiorrhynchus Germ. beim Zoologen Jan Versluys. Nach kurzer Tätigkeit als wissenschaftliche Hilfskraft am Zoologischen Institut der Universität Wien war sie ab 1940 wissenschaftliche Assistentin bei Erwin Schimitschek am Institut für Forstentomologie and Forstschutz an der Hochschule für Bodenkultur in Wien. Mit der Arbeit Bodentieruntersuchungen in den Flugsandboden des Marchfeldes (Untersuchungen über Bevölkerungsdichte von Tieren in Düne und verschieden alten Waldbeständen) habilitierte sie sich dort 1944. Das Kriegsende verbrachte sie in der Biologischen Station Lunz.

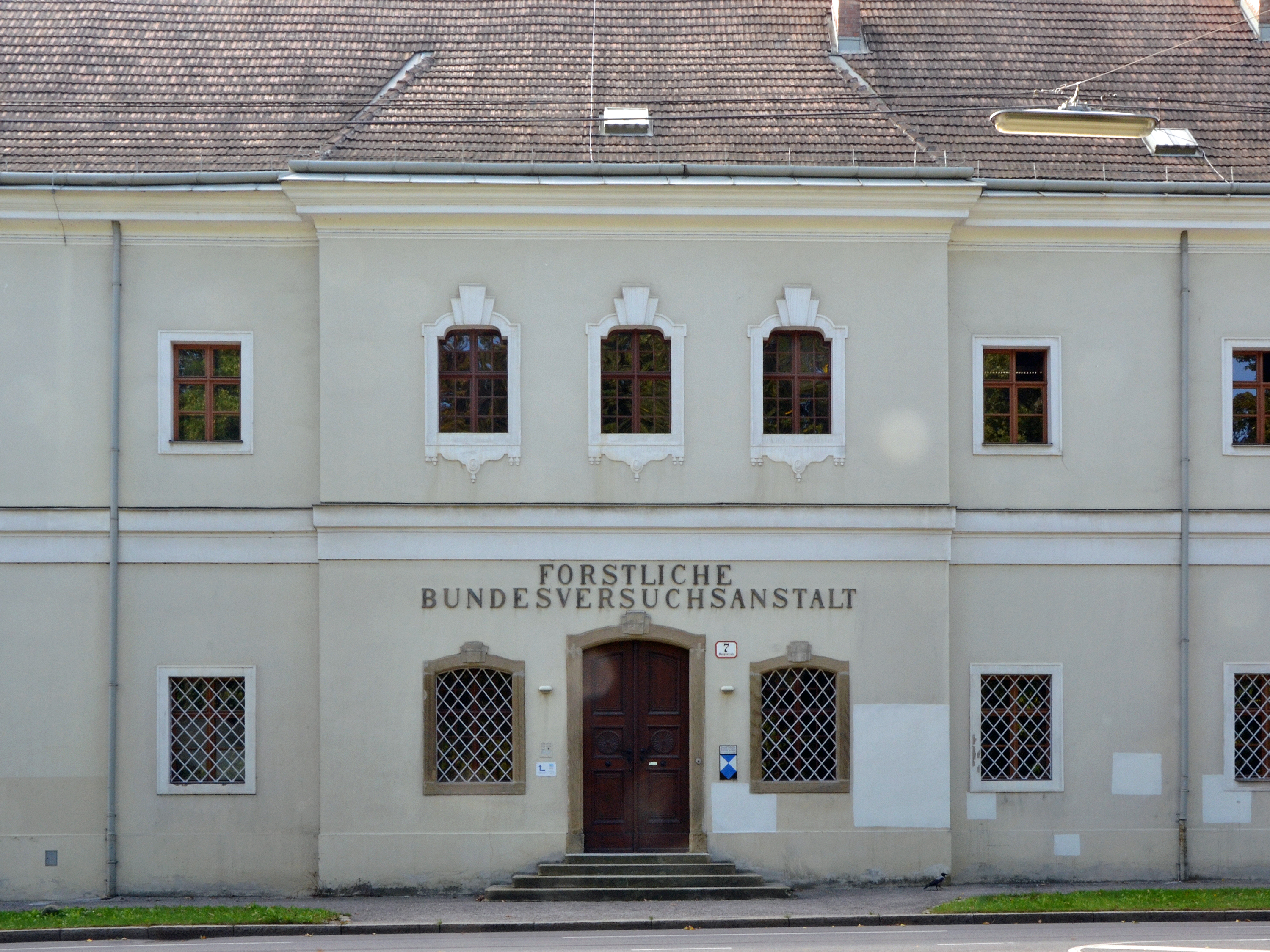
Die ehemalige Forstliche Bundesanstalt in Wien, die langjährige Wirkungsstätte von Else Jahn.

Von 1945 bis 1954 war sie an der Landesforstinspektion für Tirol tätig. Weil Habilitationen während der nationalsozialistischen Herrschaft nach deren Ende nicht anerkannt wurden, habilitierte sie sich 1950 an der Universität Innsbruck ein zweites Mal für das Fach Angewandte Entomologie. Von 1954 bis 1978 war sie am Institut für Forstschutz der Forstlichen Bundesversuchsanstalt in Wien tätig und hielt am Zoologischen Institut der Universität Innsbruck und ab 1958 auch an der Hochschule für Bodenkultur in Wien Vorlesungen. Auch im Ruhestand führte sie ihre wissenschaftliche Tätigkeit fort und hielt bis 1985 Vorlesungen in Innsbruck und Wien. 1964 wurde sie zur außerordentlichen Professorin ernannt. Von ihr liegen ca. 165 wissenschaftliche Arbeiten vor.
Else Jahn war auch Lyrikerin und veröffentlichte mehrere Gedichtbände. Der Landschaftsmaler Gustav Jahn war ihr Onkel.

## Wirken
Sie war eine Pionierin des biologischen Waldschutzes in Österreich. Neben der Beratung der Forstwirtschaft beschäftigte sie sich wissenschaftlich mit vielen Fragen des Forstschutzes und den komplexen Zusammenhängen von biotischen und abiotischen Schadfaktoren. Ihr Interesse galt der Biologie und Ökologie schädlicher Insekten und ihrer Gegenspieler sowie den Gegenmaßnahmen biologischer und technischer Art. Außerdem beschäftigte sie sich mit Insektenviren, den Auswirkungen biophysikalischer Umweltgegebenheiten auf Insekten und Untersuchungen über Bodentiere des Waldes. Sie leitete verschiedene Bekämpfungsaktionen im Forstschutz.

## Schriften

### Wissenschaftliche Werke (Auswahl)
- Else Jahn: Bodentieruntersuchungen in den Flugsandgebieten des Marchfeldes : (Untersuchungen über d. Bevölkerungsdichte v. Bodentieren in Düne u. verschieden alten Beständen d. ersten Waldgeneration). 1944, DNB 570734177.
- Else Jahn: Insektenviren. In: Probleme der Bioklimatologie. Band 4. Geest & Portig, Leipzig 1958, DNB 452165466.
- Else Jahn: Bodentieruntersuchungen an der Wald- und Baumgrenze. In: Ökologische Untersuchungen in der subalpinen Stufe zum Zwecke der Hochlagenaufforstung. Teil 1. In: Mitteilungen der Forstlichen Bundesversuchsanstalt Mariabrunn. Band 59. Wien 1961, S. 425–430.
- Else Jahn: Über den Einfluß von Windstärke, Schneehöhe und Bodenvegetation auf die tierische Besiedlung von Hochgebirgsböden. In: Mitteilungen der Forstlichen Bundesversuchsanstalt. Band 76. Wien 1967, DNB 457088508, S. 1–32.
- Else Jahn: Notodontidae, Zahnspinner. In: Wolfgang Schwenke (Hrsg.): Die Forstschädlinge Europas. Band 3. Parey, Berlin 1978, ISBN 3-490-11316-0, S. 404–420.
- Else Jahn: Beobachtungen über das Suchverhalten von Insekten gegenüber biophysikalischen Feldern. In: Anzeiger für Schädlingskunde, Pflanzenschutz, Umweltschutz. Band 54, 1981, S. 114–120, doi:10.1007/BF01905997.

### Lyrische Werke
- Else Jahn: Heimatklänge. Selbstverlag, Klagenfurt 1960. DNB 452165490
- Else Jahn: So sinkt der Tag, das Jahr. Wien 1969.
- Else Jahn: Unsere alte Erde – noch ist sie grün. Selbstverlag, Wien 1987.